# Průmysl volného času
Průmysl volného času je označení pro ekonomické činnosti, které mají umožnit spotřebitelům příjemně strávit volný čas. Patří sem zejména zábavní průmysl, který nabízí především pasivní zábavu (filmový průmysl, hudební průmysl, herní průmysl), dále průmysl cestovního ruchu (cestovní ruch, turistika, rekreace, pohostinství) a sportovní průmysl.